# Abbi dubbi
Abbi dubbi è l'11º album in studio del cantautore italiano Edoardo Bennato del 1989.

## Sintesi
Abbandonata l'idea dei concept album, il cantautore napoletano pone la sua capacità artistica al servizio della nostalgia e, come è nei suoi canoni, della denuncia sociale.
Il degrado del suo territorio, il ricordo dell'infanzia e dei valori persi negli anni. Grande il successo commerciale del disco soprattutto del singolo apripista Viva la mamma.
La canzone Viva la mamma è stata cantata dal Piccolo Coro Mariele Ventre dell'Antoniano durante il programma televisivo "Tutte le mamme del mondo" andato in onda in prima serata su Rai 1 il 12 Maggio 2002.

## Tracce
Testi e musiche di Edoardo Bennato, eccetto dove indicato.
1. Sogni - 3:53
2. La luna (Eugenio Bennato, Edoardo Bennato) - 4:09
3. La chitarra - 4:42
4. Stasera o mai - 3:02
5. Mergellina - 3:47
6. Viva la mamma - 3:22
7. Abbi dubbi - 3:10
8. Vendo Bagnoli (Edoardo Bennato, Mauro Spina) - 4:40
9. Ma quale ingenuità - 3:12
10. Zen - 3:38
11. Abbi dubbi (rock version) - presente solo sulla versione CD come bonus track - 5:23

## Formazione
La formazione di musicisti che hanno contribuito alla nascita di questo album è numerosa, avendo partecipato ognuno a un numero ridotto di canzoni:
- Edoardo Bennato - voce, chitarra, armonica
- Luciano Ninzatti - chitarra, basso
- Franco Giacoia - chitarra
- Davide Romani - basso, programmazione, tastiera
- Ernesto Vitolo - tastiera
- Mauro Spina - batteria, percussioni
- Luis Jardim - percussioni
- Alfio Antico - percussioni, scacciapensieri, marranzano
- James Simpson - tastiera
- Adam Sieff - slide guitar
- Gary Barnacle - sassofono tenore, sassofono baritono
- Peppe Russo - sassofono tenore
- Andy J. Forest - armonica a bocca
- Carol Kenton, Lance Ellington, Tessa Niles - cori

## Classifiche

### Classifiche settimanali
| Classifiche (1989) | Posizione massima |
| ------------------ | ----------------- |
| Europa             | 38                |
| Italia             | 2                 |
| Svizzera           | 6                 |

### Classifiche di fine anno
| Classifica (1989) | Posizione |
| ----------------- | --------- |
| Italia            | 8         |